# Willem Leliman

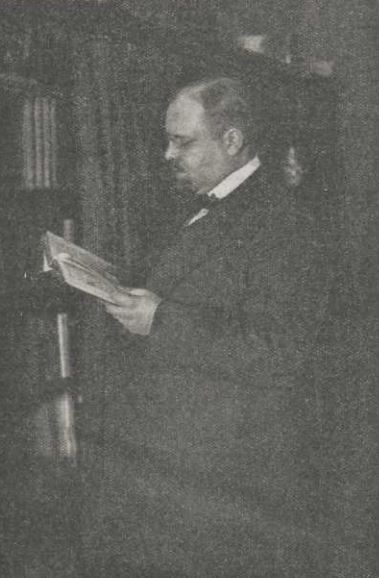

Johannes Hendrik Willem (Willem) Leliman  (Amsterdam, 26 augustus 1878 - Baarn, 7 april 1921) was een Nederlands architect. Hij is onder meer bekend als ontwerper van de ANWB-paddenstoel en het Noord-Zuid Hollandsch Koffiehuis in Amsterdam. De nadruk in zijn werk ligt op de woningarchitectuur.

## Beknopte biografie
Willem Leliman werd geboren als zoon van de bekende architect Jan Leliman. Willem begon zijn bouwkundige carrière met een opleiding aan de Poly-technische School te Delft. In 1899 studeerde hij hier af en kreeg de titel bouwkundig ingenieur. Na enige tijd als architect in Amsterdam te hebben gewerkt, vestigde hij zich in Baarn. In 1908 trouwde hij daar met de tien jaar oudere Maria Emalia Bosch. Hij liet er zijn eigen huis In de Leli bouwen. 
In 1915 ontwierp Leliman als bestuurslid van de ANWB de eerste wegwijzer voor fietsers in de vorm van een paddenstoel. Deze betonnen paddenstoelen werden in de omgeving van Baarn geplaatst. De eerste stond aan de Rijksweg, maar is inmiddels verdwenen. Het oudste exemplaar, nummer 2 dus, staat aan het fietspad van Baarn naar 't Bluk bij Laren. Alle paddenstoelen werden nadien omgedoopt en kregen een getal van 5 cijfers, beginnend met een 2. De oudste paddenstoel kreeg aldus nummer 20002. De latere paddenstoelen hebben de vorm van een afgeknotte pyramide.
In 1917 schreef Leliman met Karel Sluijterman het boek Het moderne landhuis in Nederland. Vanaf 1919 was Leliman lid van de Rijkscommissie voor de Monumentenzorg. Ook speelde hij een belangrijke rol in de totstandkoming van het Nederlands Architectuurinstituut.
In 1921 stierf Leliman in Baarn. Hij ligt begraven op de Nieuwe Oosterbegraafplaats te Amsterdam.

## Openbare gebouwen

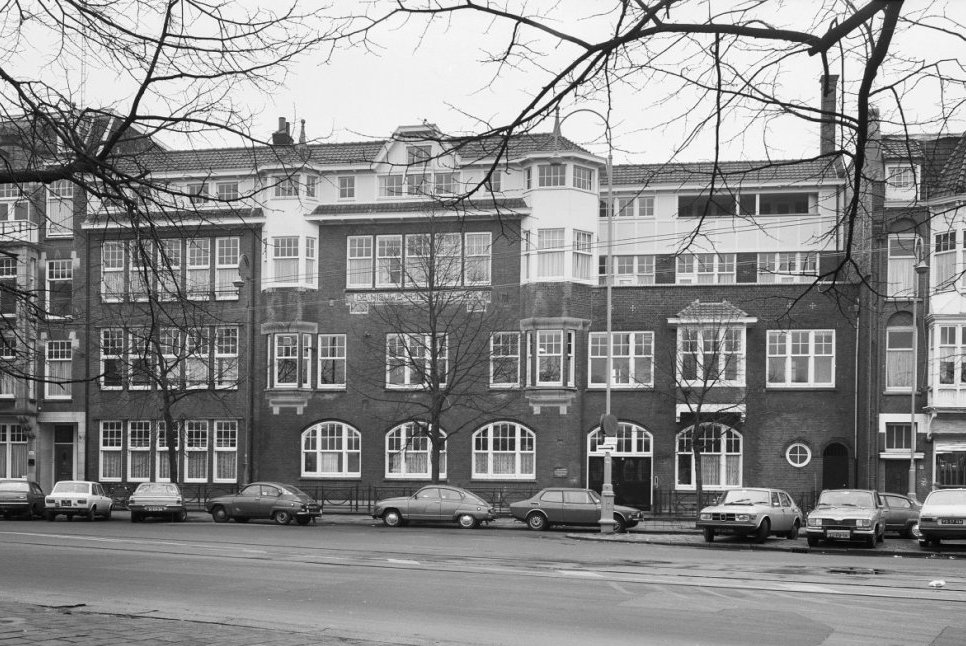
Huishoudschool, Metsustraat 8-10

- 1907-1909 Amsterdam: Huishoudschool, Gabriël Metsustraat 8
- 1911-1911 Amsterdam: Noord-Zuid-Hollands Koffiehuis, Stationsplein
- 1912-1912 Zandvoort: Clara-stichting
- 1920-1920 Zutphen: Vrouwenvakschool, Vispoortplein
- 1920-1920 Zeist: Huishoudschool De Driest, Tulpstraat 19
- 1922-1924 Geleen: Hoofdgebouw Staatsmijn Maurits, Mijnweg 1 (gedeeltelijk naar ontwerp van ir. J.H.W. Leliman)

## Woningarchitectuur
- 1908-1908 Baarn: Krugerlaan 26

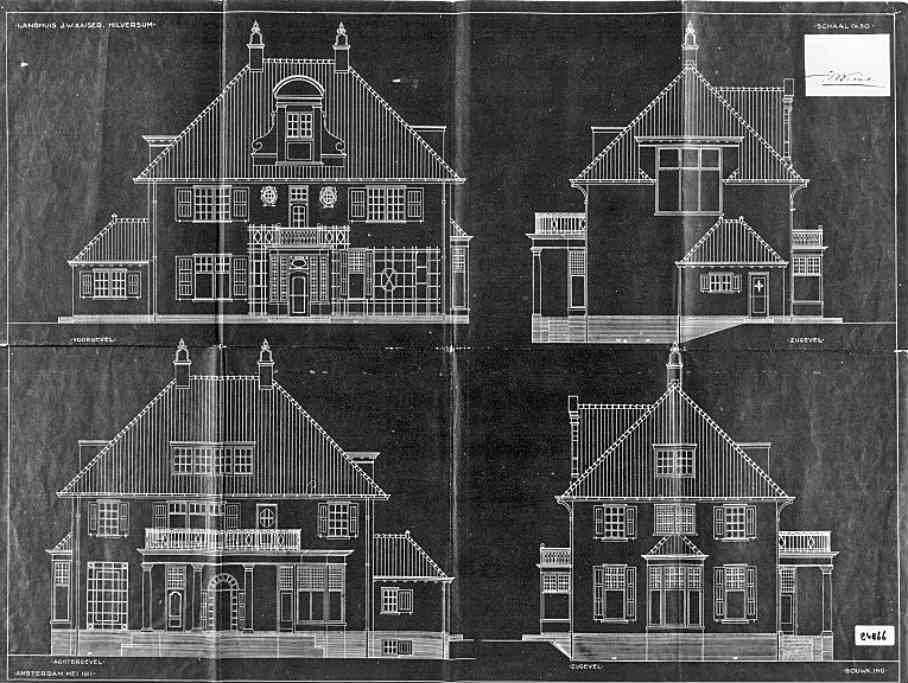
Ontwerp Villa 't Zuidereind (1911)

- 1908-1908 Laren: Villa de Breay, Rozenlaantje 13
- 1909-1909 Bussum: Villa Dennenhoeve, Nwe 's-Gravelandseweg 61
- 1910 Amsterdam: Villa Meeuwenlaan 19
- 1910 Amsterdam: Villa Meeuwenlaan 27
- 1910-1910 Hilversum: Villa Dennenrode, 's-Gravelandseweg 139
- 1910-1910 Laren: Villa Diepenbrock, zijweg Drift
- 1911-1911 Bussum: Villa Breedelaan 11
- 1912-1912 Hilversum: Villa 't Zuidereind, Utrechtseweg 63
- 1912-1912 Huizen: Villa van Loenen Martinet, Naarderstraat 320
- 1914-1914 Huizen: Villa Klein Elswoud, Naarderstraat 322
- 1918-1918 Huizen: Villa 't Loover, Zwarteweg
- 1920-1920 Blaricum: Villa de Zonnetop, Naarderweg 63
- 1920-1920 Ulft: Dubbele villa Ir.Sassenstraat 30
- 1920-1922 Rheden: Complex arbeiderswoningen van negen dubbele woonhuizen aan de Worth Rhedenseweg 30-64.

## Sociale woningbouw
- 1913-1914 Amsterdam, Vogelbuurt, Meeuwenlaan - Havikslaan - Leeuwerikstraat
- 1918-1918 Amsterdam, Vogelbuurt, Meeuwenlaan - Koekoeksplein - Fazantenweg - Wielewaalstraat
- 1913-1916 Amsterdam, Indische Buurt, Zeeburgerdijk: Indië 2, daar vlakbij, dwars op de Zeeburgerdijk Indië 1